# Minze Stuiver

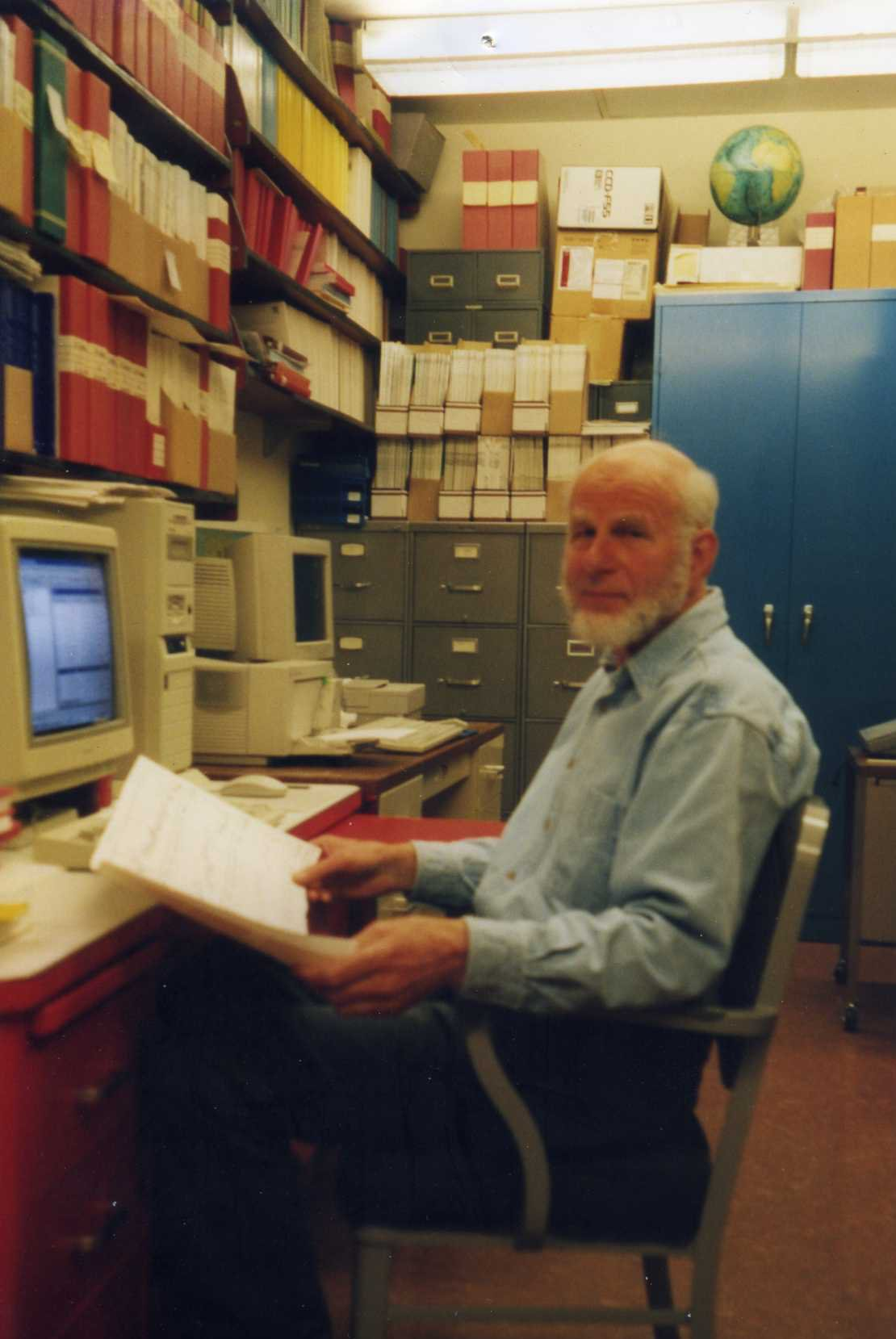
Minze Stuiver, University of Washington 1998

Minze Stuiver (* 25. Oktober 1929 in Vlagtwedde; † 26. Dezember 2020) war ein niederländisch-US-amerikanischer Geochemiker. Er ist bekannt für Verbesserungen der Radiokarbonmethode.

## Leben
Stuiver studierte an der Universität Groningen mit Diplomabschluss in experimenteller Kernphysik und Mathematik 1953 und wurde dort 1958 bei Hessel de Vries in Biophysik promoviert mit einer Dissertation über die Biophysik des Geruchssinns. Als Post-Doktorand war er an der Yale University, dessen Radiokarbon-Labor er 1962 bis 1969 leitete. 1969 wurde er Professor für Geologie und Zoologie an der University of Washington, ab 1981 als Professor für Geologie und Quartärforschung. Er baute dort das Quaternary Isotope Laboratory auf. 1998 wurde er emeritiert.
Er hielt mit der Entwicklung von Präzisionsmethoden in der Radiokarbondatierung für einige Zeit in den 1950er Jahren den Rekord für die älteste Radiokarbondatierung und erreichte ein Überlappen mit der Skala der Kalium-Argon-Datierung. Er wies kurzzeitige Schwankungen im Radiokarbon der Atmosphäre nach und Zusammenhänge mit Änderungen im solaren Magnetfeld und konnte aus Radiokarbon-Daten in Baumringen Schlüsse auf die Sonnenaktivität in der Vergangenheit ziehen. Stuiver entwickelte mit Kollegen das Computerprogramm CALIB zur Kalibrierung von Radiokarbondaten, die auf Vergleich mit unabhängiger Datierung aufgrund von Dendrochronologie basieren. In den 1970er Jahren befasste er sich auch mit 14C-Verhältnissen in anorganischem Kohlenstoff im Meerwasser als Teil des Geosecs-Programms, was Rückschlüsse auf die globale Zirkulation und Durchmischung der Ozeane erlaubte.
Er war auch an der Analyse der Eisbohrkerne aus Grönland beteiligt (Greenland Ice Sheet Project, hier die Analyse der Sauerstoffisotope).
2005 erhielt er die Penrose-Medaille. 1983 erhielt er den Humboldt-Forschungspreis. Stuiver ist einer der meistzitierten Geowissenschaftler. Ihm zu Ehren trägt das Stuiver Valley in der Antarktis seinen Namen.
Von 1977 bis 1988 war er Herausgeber der Zeitschrift Radiocarbon.

## Schriften
- mit Hans E. Suess: On the relationship between radiocarbon dates and true sample ages, Radiocarbon, Band 8, 1966, S. 534–540.
- mit H. A. Polach: Reporting of C-14 data – Discussion,  Radiocarbon, Band 19, 1977, S. 355–363.
- mit J. Heusser u. a.: North-American glacial history extended to 75,000 years ago, Science, Band 200, 1978, S. 16–21.
- mit P. D. Quay: Changes in Carbon-14 attributed to a variable Sun, Science, Band 207, 1980, S. 11–19.
- mit P. D. Quay: Atmospheric C-14 changes resulting from fossil-fuel CO2 release and cosmic-ray flux variability, Earth and Planetary Science Letters, Band 53, 1981, S. 349–362.
- mit R. S. Kra (Hrsg.): Radiocarbon. Calibration Issue, New Haven, Connecticut, The American Journal of Science 1986.
- mit P. J: Reimer: "A Computer-Program for Radiocarbon Age Calibration, Radiocarbon, Band 28, 1986, S. 1022–1030.
- mit P. M. Grootes u. a.: The GISP2 δ18O Climate Record of the Past 16,500 Years and the Role of the Sun, Ocean, and Volcanoes, Quaternary Research Band 44, 1995, S. 341–354.
- mit Thomas Brazunias: Sun, ocean, climate and atmospheric 14CO2 : an evaluation of causal and spectral relationships, Holocene, Band 3, 1993, S. 289–305
- A Random Walk Through Time, Radiocarbon, Band 51, 2009, S. 291–300.